# Tiwi (Albay)
Tiwi (Bayan ng Tiwi) är en kommun i Filippinerna. Kommunen ligger på ön Luzon, och tillhör provinsen Albay. Folkmängden uppgår till 53 120 invånare (folkräkning 2015).

## Barangayer
Tiwi är indelat i 25 barangayer.
| - Bagumbayan - Bariis - Baybay - Belen (Malabog) - Biyong - Bolo - Cale - Cararayan - Coro-coro - Dap-dap - Gajo - Joroan - Libjo | - Libtong - Matalibong - Maynonong - Mayong - Misibis - Naga - Nagas - Oyama - Putsan - San Bernardo - Sogod - Tigbi (Poblacion) |